# Danaus cleophile
Danaus cleophile is een vlinder uit de familie Nymphalidae en de onderfamilie Danainae.
Danaus cleophile is, als Danais cleophile, voor het eerst beschreven en geldig gepubliceerd door Godart in 1819.
De soortaanduiding cleophile komt uit de Griekse mythologie en verwijst naar Cleophile, een van de vrouwen van Lycurgus, koning van Arcadië.
De soort komt voor op de Caraïbische eilanden Hispaniola en Jamaica. Hij staat op de Rode Lijst van de IUCN als gevoelig.